# يوسيإي إيتاباشي
يوسيإي إيتاباشي (باليابانية: 板橋 洋青) (مواليد 11 أغسطس 2001) هو لاعب كرة قدم ياباني.

## وصلات خارجية
- يوسيإي إيتاباشي على موقع رابطة كرة القدم اليابانية للمحترفين (اليابانية)
- يوسيإي إيتاباشي على موقع قاعدة بيانات كرة القدم.إي يو (الإنجليزية)
- يوسيإي إيتاباشي على موقع Soccerway.com (الإنجليزية)
- يوسيإي إيتاباشي على موقع عالم كرة القدم.نت (الإنجليزية)